# Zdzisław Guzicki
Zdzisław Guzicki (ur. 1944) – polski piłkarz i trener.
Występował na pozycji bramkarza. W sezonie 1971/1972 zaliczył 15 spotkań w polskiej ekstraklasie w barwach ŁKS-u Łódź. Ponadto, bronił także barw Śląska Wrocław, gdzie grał w drużynie rezerwowej by po zakończeniu kariery trenować m.in. Wisłokę Debica.
Jednym z jego wychowanków był reprezentant kraju i olimpijczyk, Aleksander Kłak.